# Neanastatus purpureiscutellum
Neanastatus purpureiscutellum är en stekelart som beskrevs av Girault 1915. Neanastatus purpureiscutellum ingår i släktet Neanastatus och familjen hoppglanssteklar. Inga underarter finns listade i Catalogue of Life.